# Gehren
Gehren est une ancienne commune de l'arrondissement d'Ilm, dans le Land de Thuringe, en Allemagne. Elle est située à 8 km à l'est de la ville de Ilmenau dans la vallée de la Wohlrose à l'orée de la forêt de Thuringe et au pied des Monts de Thuringe.

## Histoire
| Appartenances historiques Comté de Schwarzbourg 1399–1599 Comté de Schwarzbourg-Sondershausen 1599–1697 Principauté de Schwarzbourg-Sondershausen 1697–1918 République de Weimar 1918–1933 Reich allemand 1933–1945 Allemagne occupée 1945–1949 République démocratique allemande 1949–1990 Allemagne 1990–présent |

Le premier écrit mentionnant Gehren date de 1299. L'agglomération se développe autour d'une tour de guet édifiée pour protéger une voie commerciale. En 1399,  Venceslas Ier accorde la suzeraineté de Gehren aux comtes de Schwarzbourg. À compter du Moyen Âge et jusqu'en 1920, la ville était le siège de l'Amt de Gehren une subdivision administrative dont le périmètre s'étendait à la partie sud-ouest de l'arrondissement d'Ilm  dans la principauté de Schwarzbourg-Sondershausen. 
Au début du XIXe siècle Gehren connait encore la famine ce qui entraine un courant d'émigration important. Ainsi au cours de la seule année 1852, 130 personne émigrent aux États-Unis. En 1855, Gehren acquiert le statut de ville. En 1881, la création d'une ligne ferroviaire qui relie la ville à la ville voisine de Ilmenau entraine une industrialisation rapide et une forte croissance de la population de la ville. Une grosse scierie et une usine de porcelaine emploient notamment à cette époque plusieurs centaines de personnes. La scierie était encore la plus importante de la République démocratique allemande avant la dissolution de celle-ci. Aujourd'hui, le plus gros employeur de la ville est un équipementier automobile. Gehren accueille l'école de sylviculture du Land de Thuringe qui forme le personnel forestier.
La ville est aujourd'hui le siège de la communauté de communes Langer Berg qui comprend 4 autres municipalités. Les habitants ont élu en 2009 un maire sans étiquette Ronny Bössel. La population de la ville a culminé vers 1955 avec 5 260 habitants. Elle décroit depuis régulièrement : 4 925 en 1970, 4 500 en 1987, 4 070 en 1998 et compte fin 2011 3 442 habitants soit une densité de 115 habitants au km² sur un territoire de 29,99 km2.
L'habitat à Gehren est typique des communes situées dans la forêt de Thuringe. La ville possède une église de style classique édifiée entre 1830 et 1834. Le château de Gehren dont la fondation remontait au XIIe siècle et qui fut plusieurs fois agrandi et remanié a brûlé en 1936.

## Jumelage

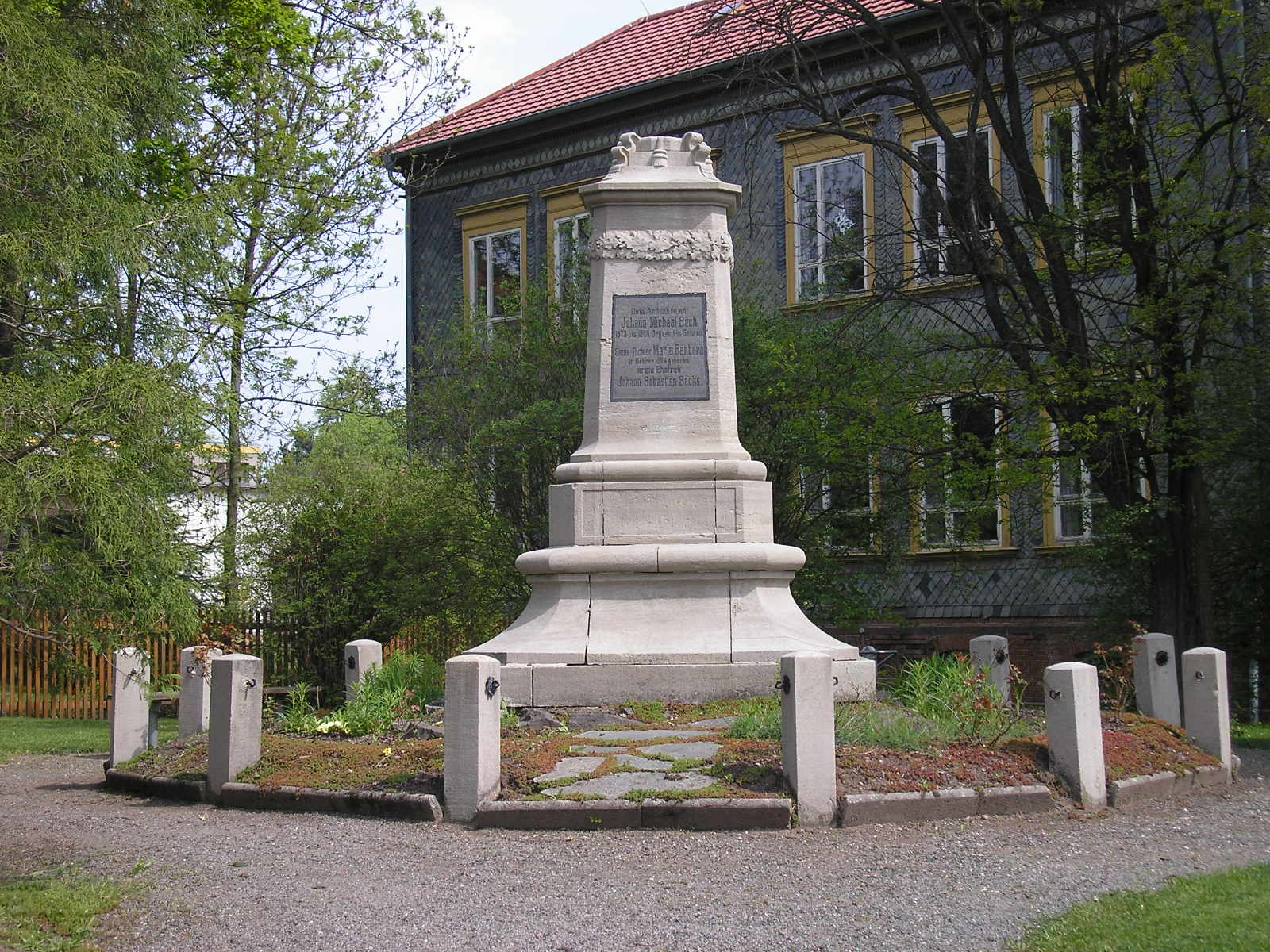
Mémorial de Gehren, en souvenir de Johann Michael Bach et de sa fille Maria Barbara Bach.

- Nidderau (Allemagne) depuis le 1er septembre 1990[1]

## Personnalités liées à la commune
- Johann Michael Bach (né à Arnstadt le 9 août 1648 - mort à Gehren le 17 mai 1694) -  Compositeur, organiste et chancelier de la ville.
- Maria Barbara Bach (née à Gehren le 20 octobre 1684 - enterrée à Köthen le 7 juillet 1720) - Fille de Johann Michael Bach et première épouse de Johann Sebastian Bach.
- Udo Kier (né le 14 octobre 1944 à Cologne) -  Acteur; rachète en 2008 le bâtiment de l'école primaire « Thomas Münzer » de Gehren.